# Lorenza Mondada
Lorenza Mondada (* 1963 in Locarno) ist eine Schweizer Hochschullehrerin und Linguistin.

## Leben
Nach dem Studium von 1982 bis 1986 in Fribourg arbeitete sie als Assistentin an den Universitäten Lausanne, Fribourg und Neuchâtel und wirkte an mehreren Forschungsprojekten mit. 1994 erlangte sie in Lausanne ihren Doktorgrad. Zwischen 1996 und 2001 weilte sie als „visiting scholar“ in Berkeley und Bielefeld sowie als Gastprofessorin in Campinas (Brasilien) und Toulouse. In dieser Zeit arbeitete sie zugleich als Assistenzprofessorin an der Universität Basel, an der sie sich im Jahr 2000 in allgemeiner und romanischer Linguistik habilitierte. Im September 2001 folgte sie dem Ruf als ordentliche Linguistikprofessorin an die Université Lumière Lyon 2. Sie wurde 2001 mit dem Nationalen Latsis-Preis des Schweizerischen Nationalfonds ausgezeichnet. 
Von Oktober 2009 bis September 2010 war sie als External Senior Fellow am Freiburg Institute for Advanced Studies (FRIAS) der Albert-Ludwigs-Universität Freiburg zu Gast. Seit 2012 ist Mondada Professorin für Allgemeine Linguistik und Französische Linguistik an der Universität Basel. 2015 bis 2017 leitete sie darüber hinaus ein Forschungsprojekt an der Universität Helsinki.

## Ehrungen
Lorenza Mondada ist seit 2017 Mitglied der Finnischen Akademie der Wissenschaften. Die Philosophische Fakultät der Universität Helsinki verlieh ihr 2023 die Ehrendoktorwürde, wie zuvor schon die Universität Süddänemark und die Universität Linköping.